# Nieuw-Guinea
Nieuw-Guinea is een eiland in het westen van de Grote Oceaan dat behoort tot het werelddeel Oceanië. Het eiland wordt begrensd door de Grote Oceaan in het noorden, de Bismarck- en Salomonzee in het oosten, de Koraalzee en de Straat Torres in het zuiden en de Arafurazee in het zuidwesten. Nieuw-Guinea ligt ten noorden van Australië en ten oosten van de Indische Archipel waartoe het soms ook gerekend wordt, hoewel het eiland zich op het Australisch continentale plaat bevindt. In etnologisch opzicht hoort Nieuw-Guinea bij de eilandengroep Melanesië.
Staatkundig gezien is het verdeeld over twee landen; het westelijk deel hoort bij Indonesië en omvat de provincies Papoea en West-Papoea en het oostelijk deel vormt het merendeel van Papoea-Nieuw-Guinea. Nieuw-Guinea is met een oppervlakte van 821.400 km² het op een na grootste eiland ter wereld. De bevolking omvatte in 2010 ongeveer tien miljoen personen.

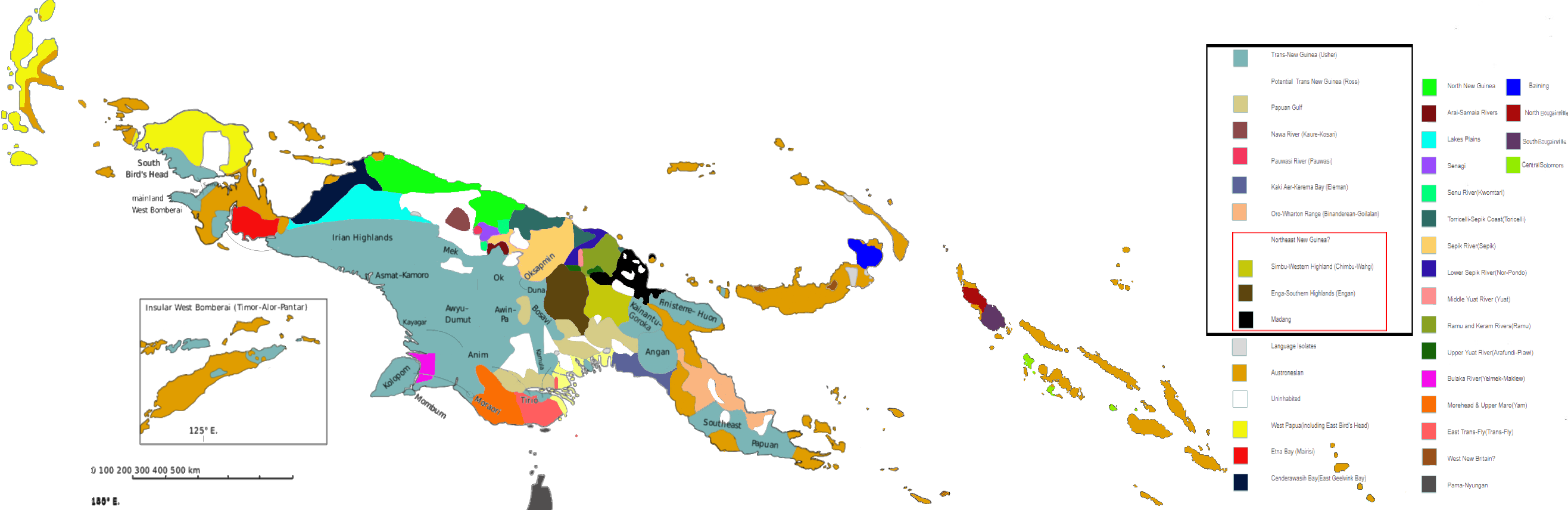
Papoeatalen op Nieuw-Guinea

| Vlag | Wapen | Naam                   | Hoofdstad    | Oppervlakte | Taal                           | Munteenheid               | UTC | Status                  |
| ---- | ----- | ---------------------- | ------------ | ----------- | ------------------------------ | ------------------------- | --- | ----------------------- |
|      |       | Papoea-Nieuw-Guinea    | Port Moresby | 462.840 km² | Engels, Hiri Motu en Tok Pisin | Papoea-Nieuw-Guinese kina | +10 | Onafhankelijk           |
|      |       | Westelijk Nieuw-Guinea | Jayapura     | 323.000 km² | Indonesisch en Papoeatalen     | Indonesische roepia       | +9  | Onderdeel van Indonesië |

## Nederlands-Nieuw-Guinea
Na de onafhankelijkheidsoorlog van Indonesië (1945-1949) maakte het westelijk deel van Nieuw-Guinea tot 1962 als Nederlands-Nieuw-Guinea deel uit van het Koninkrijk der Nederlanden en was het het laatste restant van de Nederlandse koloniën in deze regio. In 1956 liet het Nederlands koloniaal gezag de Obano-opstand in het Wisselmerengebied neerslaan door het Korps Mariniers. Hierbij vielen meer dan 100 doden.
Tijdens de regeerperiode van de Amerikaanse president John F. Kennedy (1961-1963) intensiveerde Indonesië zijn campagne om Nieuw-Guinea in te lijven. De Verenigde Staten en de Verenigde Naties oefenden toenemende druk uit op Nederland om hieraan toe te geven.
Als antwoord op de activiteit van gewapende Indonesische infiltranten en de dreiging van een Indonesische invasie stuurde Nederland in 1962 bijna 10.000 militairen naar Nederlands-Nieuw-Guinea. Uiteindelijk werd de kwestie door diplomatieke druk opgelost, door te dreigen dat de Marshallhulp aan Nederland stopgezet zou worden. De Amerikaanse diplomaat Ellsworth Bunker ontwierp een vredesakkoord, dat op 15 augustus 1962 in New York werd ondertekend door Nederland, Indonesië en de Verenigde Naties (Verdrag van New York).